# Pierre-Antoine Antonelle
Pierre-Antoine Antonelle (17 de julho de 1747 - 26 de novembro de 1817) foi um jornalista, político, presidente do Clube Jacobino e revolucionário francês. Ele foi o primeiro prefeito democraticamente eleito de Arles. Embora tenha vindo de uma família aristocrática, foi um forte defensor da Revolução Francesa, inicialmente no sul da França, particularmente Arles e Provence, e finalmente em Paris. Chamada a figura mais influente da Revolução Francesa em Arles, Antonelle esteve fortemente envolvida na reunião do Comtat Venaissin com a França e foi uma das principais figuras na Conspiração dos Iguais.

## Biografia

### Primeiros anos
Antonelle nasceu em uma família aristocrática rica em Arles. O pai de Antonelle morreu em dezembro de 1747 e, portanto, Antonelle foi em grande parte criada por sua mãe e pelo arcebispo de Angoulême. A educação rigorosa que recebeu do arcebispo é citada como um dos principais fatores por trás de seu anticlericalismo posterior. Em 1762, Antonelle serviu como cadete no Armée, eventualmente alcançando o posto de tenente e comandando seu próprio regimento. Ele tinha pouco gosto pela vida militar, renunciando em 1782.

### Período revolucionário
Antonelle, fortemente inspirada pela Era do Iluminismo, foi uma das primeiras defensoras da Revolução Francesa. Ele era o líder dos Monnaidiers, os partidários arlesianos da Revolução. Ele foi o primeiro prefeito eleito de Arles e como prefeito adotou uma série de políticas anticlericais, incluindo a expulsão de padres não-jurados. Ainda prefeito de Arles, Antonelle foi enviada a Avignon para facilitar a reunião do Comtat Venaissin com a França. Depois, Antonelle foi enviada para Marselhacom ordens para restabelecer a ordem pública. A partir de junho de 1791, Antonelle foi forçada a fugir de Arles para Aix-en-Provence, quando a opinião pública se voltou contra a revolução.
Em agosto de 1791, Antonelle foi eleito deputado de Bouches-du-Rhône à Assembléia Nacional Legislativa, e logo se tornou secretário do órgão.  Ele foi enviado ao Armée du Nord com ordens para prender o general La Fayette, mas foi detido em Mézières enquanto La Fayette escapava. 
Depois de retornar a Paris, Antonelle tornou-se presidente do Clube Jacobino e tornou-se membro do Tribunal Revolucionário. Ele se recusou a condenar fortemente os girondinos, um movimento que foi visto com suspeita pelos aliados jacobinos de Antonelle, e Antonelle foi preso até a reação termidoriana. 
Pouco depois de ser libertado da prisão, Antonelle ficou do lado da Convenção Nacional durante a insurreição de 13 Vendémiaire.  Depois disso, Antonelle se aposentou em grande parte do serviço político ativo para publicar trabalhos sobre a teoria por trás da Revolução e sobre os direitos humanos. Em novembro de 1795, tornou-se editor-chefe do Bulletin politique, o jornal oficial do Diretório. Antonelle foi demitido do cargo depois de apenas dez dias, e ele se tornou um dos principais colaboradores do Journal des hommes libres.
Em 1796, Antonelle foi nomeado um dos diretores secretos da Conspiração dos Iguais, mas foi absolvido, possivelmente por influência de Barras. Ao lado de Barras, Antonelle fundou então o jornal Démocrate Constitutionnel. Ele apoiou o Golpe de 18 Fructidor, mas quase foi preso novamente quando Merlin de Thionville tentou deportar Antonelle como aristocrata. Ele foi eleito deputado do Bouches-du-Rhône, mas a eleição foi declarada inválida no dia seguinte. Frustrado, Antonelle começou a publicar polêmicas antigovernamentais e co-fundou o Club du Manège. Pouco antes do golpe de estado de Napoleão, Antonelle foi eleito para o Conselho de 500, mas a eleição foi novamente anulada. Uma semana depois, Antonelle foi exilada em Charente-Inférieure.

### Mais tarde na vida
Após ser exilado, Antonelle foi considerado um perigoso agitador anarquista e repetidamente denunciado durante o Primeiro Império Francês. Como resultado, ele se aliou a Luís XVIII durante a Restauração Bourbon, publicando um panfleto intitulado Reveil d'un vieillard que defendia uma monarquia constitucional. Depois de passar algum tempo na Itália, retirou-se para Arles, onde herdou uma grande propriedade. Ainda popular em Arles, tornou-se conhecido por seu tratamento justo aos agricultores que trabalhavam em suas terras. Multidões saudaram sua cerimônia fúnebre pública em 1817, que foi boicotada pelo clero local devido ao seu forte anticlericalismo.